# Yuscarán (miasto)
Yuscarán – miasto w Hondurasie będące stolicą gminy Yuscarán i Departamentu El Paraíso, położone 65 km od Tegucigalpy.

## Historia
Miasto zostało założone w XVIII wieku przez Hiszpanów. W miarę gdy rozwijało się tutejsze górnictwo miastu przybywało coraz zamożniejszych mieszkańców. Yuscarán było jednym z pierwszych miast w Hondurasie które otrzymało dostęp do energii elektrycznej, bo już w 1898 jeszcze przed Tegucigalpą. Jednak lata świetności miasta minęły wraz z zakończeniem wydobycia kruszców w kopalniach zamożni mieszkańcy wyjechali a kopalnie zostały zamknięte.

## Gospodarka
Po upadku górniczych biznesów w 1939 r. w Yuscarán powstała fabryka alkoholi. Sztandarowym jej produktem jest likier aguradiente.

## Geografia
Miasto leży w departamencie El Paraíso, w południowym Hondurasie, u stóp góry Montserrat.